# Робинет (Западна Вирџинија)
Робинет (енгл. Robinette) насељено је место без административног статуса у америчкој савезној држави Западна Вирџинија.

## Демографија
По попису из 2010. године број становника је 663.
| Група             | 2000.    | 2010.       |
| Белци             | 0 (0,0%) | 649 (97,9%) |
| Афроамериканци    | 0 (0,0%) | 11 (1,7%)   |
| Азијати           | 0 (0,0%) | 1 (0,2%)    |
| Хиспаноамериканци | 0 (0,0%) | 1 (0,2%)    |
| Укупно            | 0        | 663         |